# Neoharriotta pumila
Neoharriotta pumila är en broskfiskart som beskrevs av Didier och Stehmann 1996. Neoharriotta pumila ingår i släktet Neoharriotta och familjen Rhinochimaeridae. IUCN kategoriserar arten globalt som otillräckligt studerad. Inga underarter finns listade i Catalogue of Life.
Arten förekommer i Arabiska havet och i angränsande områden. Den når kanske fram till centrala delar av Indiska oceanen. Neoharriotta pumila vistas i regioner som ligger 100 till 1120 meter under havsytan. Den maximala längden med stjärtfenans utskott är 65 cm.